# Gulryggad dykare
Gulryggad dykare (Cephalophus silvicultor) är ett hovdjur i underfamiljen dykarantiloper som lever i Afrika.

## Utseende
Pälsens grundfärg är mörkgrå till svart och som namnet antyder har djuret en gul fläck på ryggen. Nosen har en ljusare grå färg och läpparna är vita. Mellan hornen syns ofta en gulaktig tofs. Djuret vägar mellan 45 och 80 kg. Arten når en kroppslängd från 115 och 145 cm, en mankhöjd på 65 till 80 cm och en svanslängd från 10 till 20 cm. Upp till 21 cm långa, något böjda horn finns hos båda kön.
Vid födelsen har gulryggade dykare en mörkbrun päls med röd buk och prickig flank.

## Utbredning
Arten förekommer främst i centrala och västra Afrika, från Senegal till västra Uganda med eventuellt några enstaka individer i Gambia. Söderut förekommer de i Rwanda, Burundi, Zaire och merparten av Zambia. Isolerade populationer finns även i Kenya.

## Ekologi
Gulryggad dykare förekommer främst i fuktig skogsmark, som blandskogar, regnskogar, översvämningsskogar och bergsskogar, men kan även uppträda i öppen buskmark, i skogsholmar och gläntor på savannen.
Liksom andra dykarantiloper är arten främst nattaktiv. Den är skygg och underfamiljen har fått sitt namn av att de snabbt "dyker" in i buskagen när man kommer för nära. Utanför parningstiden lever den ensam och kommunicerar med olika läten. Reviret markeras med körtelvätska. Arten livnär sig bland annat av blad, frön, svampar och gräs. I sällsynta fall äter den mindre ryggradsdjur som fåglar.
Honor är parningsberedda två till tre dagar per månad och får vanligen två kullar per år. Efter dräktigheten, som varar omkring sju månader föds vanligen en unge. Ungen dias i cirka fem månader. Könsmognaden infaller för honor efter 9 till 12 månader och för hannar efter 12 till 18 månader. Livslängden uppskattas med 10 till 12 år.
Gulryggad dykare har olika naturliga fiender som lejon, leoparder, viverrider, krokodiler och pytonormar.

## Gulryggad dykare och människan

### Status och hot
Gulryggad dykare hotas främst av habitatförstöring och den jagas även för köttets skull. Beståndet uppskattades 1999 till 160 000 individer. Arten listas av IUCN som nära hotad (NT).

### Etymologi
Det vetenskapliga namnet för släktet är bildat av de grekiska orden kephale (huvud) och lophus (krona, syftar på tofsen). Artepitet är sammansatt av de latinska orden silva (skog) och cultor (bonde, invånare).